# Strada statale 11 Padana Superiore
La strada statale 11 Padana Superiore (SS 11), (ora denominata anche strada provinciale 11 Padana Superiore (SP 11) nella Provincia di Vercelli e strada regionale 11 Padana Superiore (SR 11) in Veneto), sono dei gruppi di strade statali, provinciali e regionali italiane, unite in un'unica strada, che collega il capoluogo della regione Piemonte, Torino, con quello della regione Veneto, Venezia.

## Storia
La strada statale 11 venne istituita nel 1928 con il seguente percorso: "Torino - Settimo - Brandizzo - Chivasso - Vercelli - Novara - Milano - Treviglio - Rovato - Brescia - Verona - Vicenza - Padova - Mestre (Venezia)." e con la denominazione di "Padana Superiore"
La strada attraversa da ovest a est la parte settentrionale (superiore) della Pianura Padana (da cui il nome), toccando numerose zone particolarmente produttive del paese, passando pochi chilometri a sud delle Alpi e costeggiando per alcuni chilometri il lago di Garda per poi terminare a Venezia, sul mare Adriatico.
Ricalca la via Gallica, strada romana che collegava Gradum (Grado) a Augusta Taurinorum (Torino) passando da Patavium (Padova), Vicetia (Vicenza), Verona (Verona), Brixia (Brescia), Bergomum (Bergamo) e Mediolanum (Milano).

## Percorso

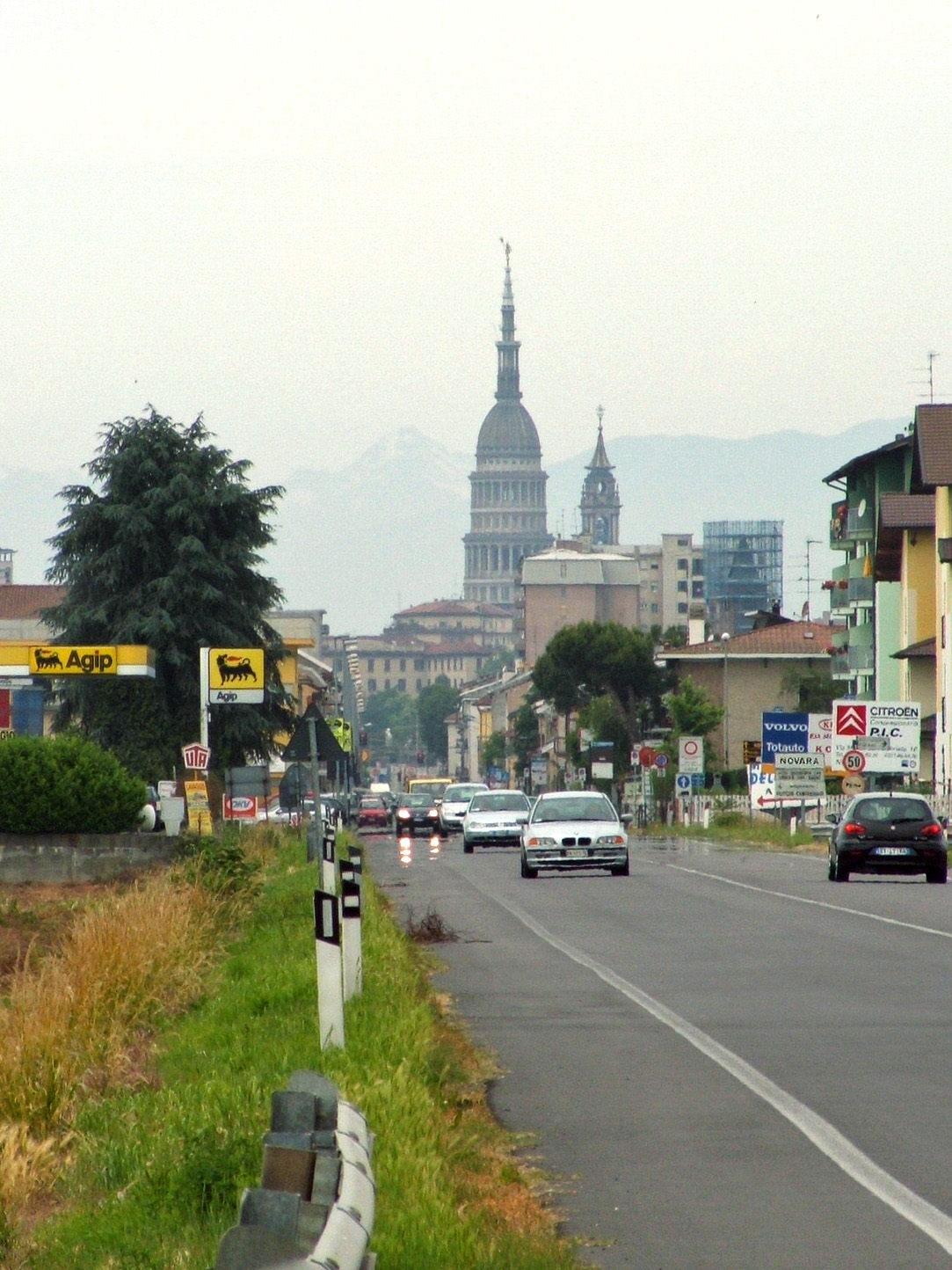
La SS 11 all'uscita di Novara

Il suo tracciato comincia a Torino con la progressiva a km 0+000 in corso Vercelli (Torino), ed esce dalla città toccando corso Giulio Cesare e corso Romania. Passa poi per Settimo Torinese, Brandizzo, Chivasso (da cui si dipartono la strada statale 26 della Valle d'Aosta e l'ex SS 31 bis del Monferrato per Trino Vercellese e Casale Monferrato) e Rondissone, ed in Provincia di Vercelli, dove attraversa i paesi di Cigliano (qui si dirama l'ex SS 593 di Borgo d'Ale), Tronzano Vercellese e San Germano Vercellese (dove s'innesta l'ex SS 143 Vercellese per Santhià e Biella), dove predominano le risaie con il loro caratteristico panorama.
Da qui, fiancheggiata a nord dal Naviglio di Ivrea, raggiunge Vercelli(dove s'incontrano l'ex SS 31 per Casale Monferrato e Alessandria, l'ex SS 230 di Massazza per Biella e l'ex SS 455 di Pontestura); oltre il capoluogo si trovano il ponte sul fiume Sesia (dopo il quale si dirama l'ex SS 596 per Mortara e Pavia), il paese di Borgo Vercelli e la sua uscita autostradale sulla A26 (casello di Vercelli est); si entra quindi in provincia di Novara, attraversando le frazioni di Casalino (Orfengo e Cameriano) e infine si passa per il capoluogo Novara (km 99) dove s'innestano la Strada statale 32 Ticinese, l'ex SS 211 della Lomellina, l'ex SS 299 di Alagna e l'ex SS 341 Gallaratese.
Superato il capoluogo il traffico s'intensifica, e rimane tale fino a Milano; per arrivare al capoluogo lombardo si attraversano i centri di Trecate, poi si entra in Lombardia passando il fiume Ticino, e dunque Magenta (dove s'innestano la SS 526 dell'Esticino per Abbiategrasso e Pavia e la SS 336 dir per l'aeroporto della Malpensa), Corbetta, Vittuone, Sedriano, Bareggio, Cornaredo e Settimo Milanese, entrando infine a Milano da via Novara (l'ingresso a Milano è al km 132).
Superata Milano (che termina al km 152) si attraversa l'area di Vimodrone, Cernusco sul Naviglio, Cassina de Pecchi, Gorgonzola (a Bellinzago Lombardo si dirama l'ex SS 525 del Brembo per Bergamo) e, passato il fiume Adda presso Cassano d'Adda, si entra nel territorio della provincia di Bergamo, attraversando Treviglio, da cui si dipartono la ex SS 42 del Tonale e della Mendola per Bergamo e la ex SS 472 Bergamina per Lodi.

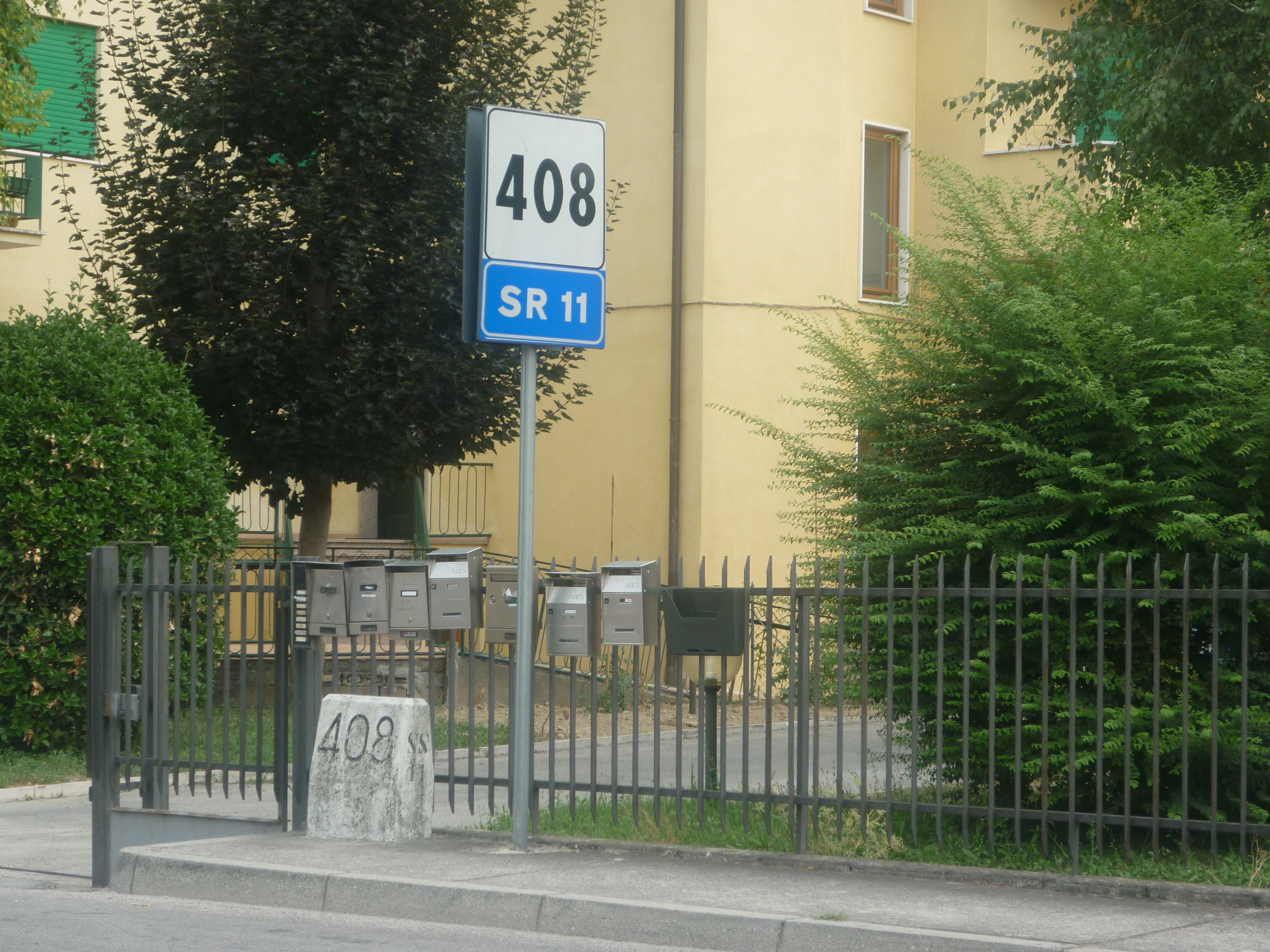
La SS 11 al km 408 nella Riviera del Brenta. La chilometrica è segnalata sia da un moderno segnale stradale sia da una pietra miliare

Il percorso procede da Treviglio attraversando i centri di Caravaggio, Mozzanica (dove interseca la strada statale 591 Cremasca e segna successivamente per un tratto il confine con la provincia di Cremona), Fara Olivana con Sola, Isso, Antegnate (qui interseca l'ex SS 498 Soncinese che collega Cremona, Soncino, Romano, Seriate e Bergamo) e Calcio.
La strada entra quindi in provincia di Brescia a Urago d'Oglio, attraversa Chiari, Coccaglio (dove s'innesta l'ex SS 573 Ogliese per Palazzolo sull'Oglio, Seriate e Bergamo), Rovato e Ospitaletto. Tale tratta ospitò, fra il 1898 e il 1915 il binario della tranvia Iseo-Rovato-Chiari.
Prima di entrare a Brescia il tracciato si sdoppia: il percorso più recente, denominato tangenziale Sud di Brescia, è a carreggiate  separate con tre corsie per senso di marcia nella metà occidentale e due corsie per senso di marcia nella metà orientale, mentre il percorso originario attraversa la città da ovest a est (ingresso via Milano, uscita viale Venezia). In località Mandolossa si stacca verso nord la ex strada statale 510 Sebina Orientale che conduce in Val Camonica. Da Brescia si dipartono, da est a ovest, l'ex SS 235 di Orzinuovi, l'ex SS 45 bis Gardesana Occidentale in direzione Manerbio, Pontevico e Cremona, l'ex SS 237 del Caffaro, l'ex SS 345 delle Tre Valli e l'ex strada statale 236 Goitese verso Mantova e Parma (attraverso l'ex SS 343 Asolana). Nelle vicinanze di Rezzato uno svincolo immette nella strada statale 45 bis Gardesana Occidentale in direzione Salò - Riva del Garda - Trento. Anche in questo caso una tratta della carreggiata, fra Brescia e Virle Treponti, ospitò, fra il 1887 e il 1954, il binario della tranvia Brescia-Salò-Gargnano.
Tra i centri di Ciliverghe e Ponte San Marco, la tangenziale Sud di Brescia si riunisce al tracciato originario, che attraversa Lonato (dove s'innesta l'ex SS 668 Lenese) e Desenzano del Garda (dove incrocia le ex strade statali 567 del Benaco per Salò e 572 di Salò per Castiglione delle Stiviere). Da qui lambisce la costa meridionale del lago di Garda sfiorando Sirmione, per poi entrare in Veneto (assumendo la sigla SR 11) toccando come primo comune Peschiera del Garda dove supera il fiume Mincio e incrocia l'ex strada statale 249 Gardesana Orientale e la SR 450 di Affi (a Castelnuovo del Garda). Una serie di varianti con caratteristiche di strade extraurbane secondarie collegano la tangenziale Sud di Brescia con la rotatoria d'innesto della SR 450 a Castelnuovo del Garda senza dover attraversare i centri di Ponte San Marco, Lonato, Desenzano e Peschiera.

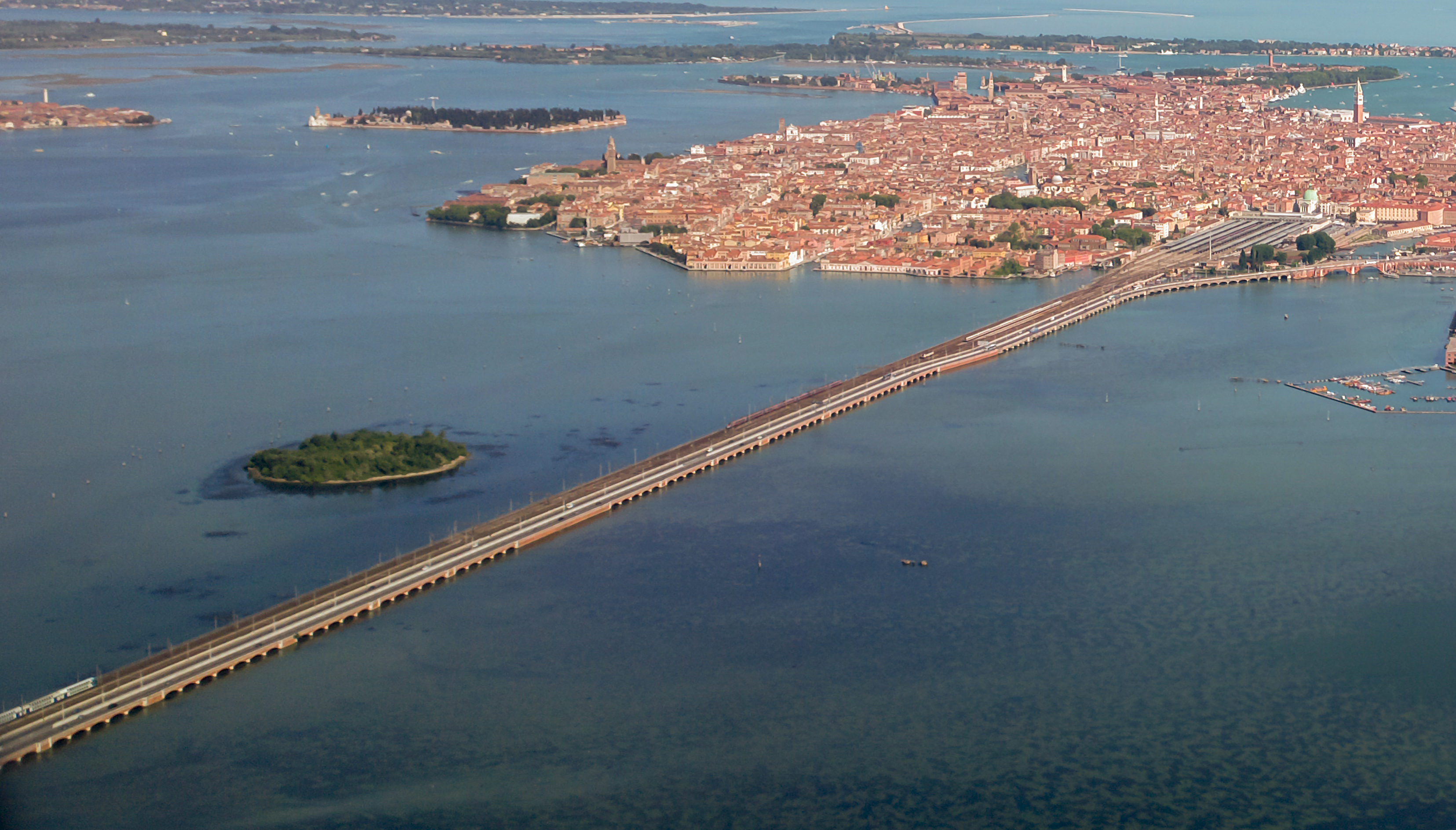
Il ponte della Libertà, tratto terminale della SS 11

La strada prosegue poi lungo il percorso originario verso Verona, incrociando la strada statale 12 dell'Abetone e del Brennero e l'ex strada statale 62 della Cisa (il centro di Verona può essere evitato attraverso la tangenziale sud, dalla quale si stacca la strada statale 434 Transpolesana). Supera poi il fiume Adige e procede attraversando in genere piccoli e medi centri, tra i quali San Martino Buon Albergo, Vago di Lavagno, Strà, dove vi è l'inizio della SP10 della valle d'Illasi e San Bonifacio. A Montecchio Maggiore incrocia la Strada regionale 246 di Montecchio Maggiore, la Strada statale 246 di Recoaro e la Strada statale 500 di Lonigo.
La tratta compresa fra Verona e San Bonifacio vide, fra il 1881 e il 1958, la presenza del binario della tranvia Verona-Caldiero-San Bonifacio, che a Strà aveva una diramazione verso Tregnago.
Un altro binario che interessò la sede stradale fu quello della tranvia Vicenza-Recoaro Terme/Chiampo, nel tratto compreso fra Altavilla Vicentina e Vicenza. La strada attraversa dunque la città di Vicenza, dove incrocia l'ex Strada statale 46 del Pasubio, la Strada statale 53 Postumia, l'ex SS 247 Riviera e l'ex SS 248 Schiavonesca-Marosticana. Tra Vicenza e Padova sono state costruite varianti con caratteristiche da superstrada che corrono per lunghi tratti a fianco dell'autostrada A4 (Tangenziale Sud di Vicenza). Giunta a Padova incontra la Strada statale 16 Adriatica, la Strada statale 47 della Valsugana, l'ex SS 250 delle Terme Euganee, le SR 307 e 308 del Santo per Castelfranco Veneto e la Strada statale 516 Piovese. La città di Padova può essere superata attraverso il sistema di tangenziali denominato Raccordo Anulare di Padova.
All'uscita da Padova, in località Ponte di Brenta, si innesta la strada statale 515 Noalese, l'arteria che collega Padova con Treviso (passando per Noale) e, grazie alla sua confluenza nella strada provinciale 32 (Via Miranese) in località Santa Maria di Sala, anche con Mestre (passando per Mirano).
Pochi chilometri dopo l'abitato di Ponte di Brenta, precisamente a partire dal paese di Stra, la SS 11 procede lungo il corso del Naviglio del Brenta, passando vicino a molte delle più celebri ville della Riviera del Brenta, prima tra tutte villa Pisani. Superati, in un percorso suggestivo ma abbastanza tortuoso, gli abitati di Fiesso d'Artico, Dolo, Mira ed Oriago, nei pressi di Marghera la strada s'incrocia con la strada statale 309 Romea, dopodiché passando di fronte al polo petrolchimico attraversa Marghera e, dopo aver lambito Mestre (dove s'innestano la Strada statale 13 Pontebbana, la Strada statale 14 della Venezia Giulia, la Strada regionale 245 Castellana e la Strada provinciale 32 Miranese), sbocca sul ponte della Libertà, concludendo il proprio percorso all'ingresso di Venezia, al chilometro 428,832.

## Variante autostradale

### Superstrada Torino-Chivasso

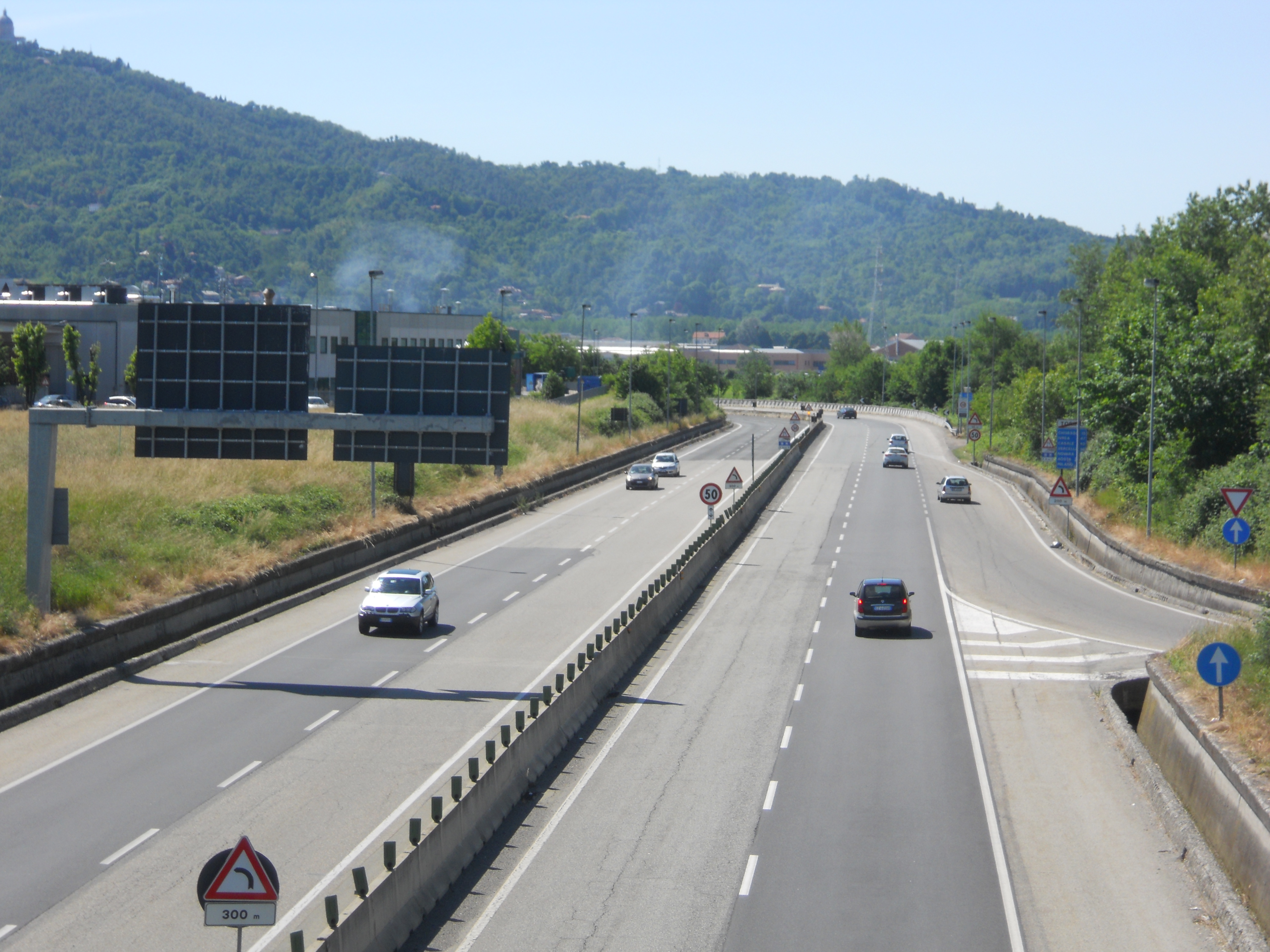
Variante Torino-Chivasso della SS 11

La superstrada Torino-Chivasso è una variante a scorrimento veloce della strada statale 11, che si stacca dal tracciato originario in prossimità di Abbadia di Stura e vi si ricongiunge tra Brandizzo e Chivasso. Ai due estremi vi sono dei raccordi per l'autostrada Torino-Milano (caselli di Abbadia di Stura e Chivasso Ovest) ed è una sorta di tangenziale della città di Settimo Torinese.
La strada era nota sin dall'inaugurazione nel maggio 1978 per la sua elevata pericolosità, tanto da essere stata spesso chiamata "anello della morte", per via della ridotta larghezza: le cose sono migliorate da quando le carreggiate furono separate con uno spartitraffico in cemento nella prima metà degli anni '90 e furono imposti limiti di velocità molto ridotti. Inoltre, il traffico sulla strada è molto diminuito da quando, nel 1993, il parallelo tratto della A4 è diventato gratuito.
La superstrada, classificata come strada extraurbana secondaria, è a carreggiate separate e presenta due corsie per ogni senso di marcia, senza corsia di emergenza.
| Superstrada Torino-Chivasso |                                                                  |      |      |           |
| Tipologia                   | Indicazione                                                      | ↓km↓ | ↑km↑ | Provincia |
|                             | raccordo per tangenziale Nord Aosta Torino - Trieste             | 0,0  | 15,0 | TO        |
|                             | Abbadia di Stura                                                 | 0,0  | 15,0 | TO        |
|                             | Settimo Torinese - San Mauro                                     | 2,3  | 12,7 | TO        |
|                             | Settimo Torinese - Castiglione Torinese                          | 5,5  | 9,5  | TO        |
|                             | Mezzi Po ovest Cascina Isola - Settimo Torinese                  | 7,5  | 7,5  | TO        |
|                             | Mezzi Po - Settimo Torinese est                                  | 9,5  | 5,5  | TO        |
|                             | Brandizzo Torino - Trieste Gassino Torinese                      | 10,0 | 5,0  | TO        |
|                             | Chivasso Novara                                                  | 14,5 | 0,5  | TO        |
|                             | Raccordo ovest di Chivasso Torino - Trieste San Benigno Canavese | 15,0 | 0,0  | TO        |

### Tangenziale Sud di Brescia
La tangenziale Sud di Brescia è la variante a scorrimento veloce della ex strada statale 11 a sud della città lombarda.

All'estremo occidentale, si allaccia all'ex strada statale 510 Sebina Orientale, mentre in direzione est prosegue senza soluzione di continuità nella variante alla ex statale 11 tra Ponte San Marco e Peschiera del Garda. La progressiva chilometrica riportata sui pannelli non corrisponde a quella dell'intera tratta stradale in quanto il chilometro 0+000 è stato fissato in corrispondenza dell'innesto con la Sebina Orientale. Dal suo estremo occidentale sino allo svincolo per la SS 45 bis, la tangenziale Sud di Brescia risulta attrezzata con la segnaletica di strada extraurbana principale.

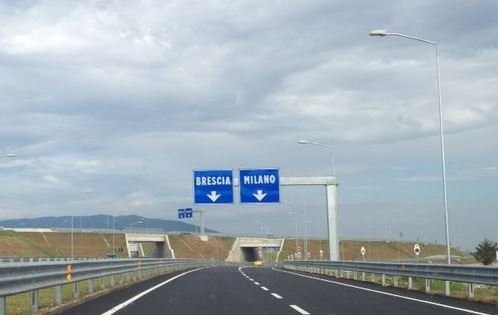
La fine dell'ex raccordo con la A35 Brebemi verso la tangenziale sud

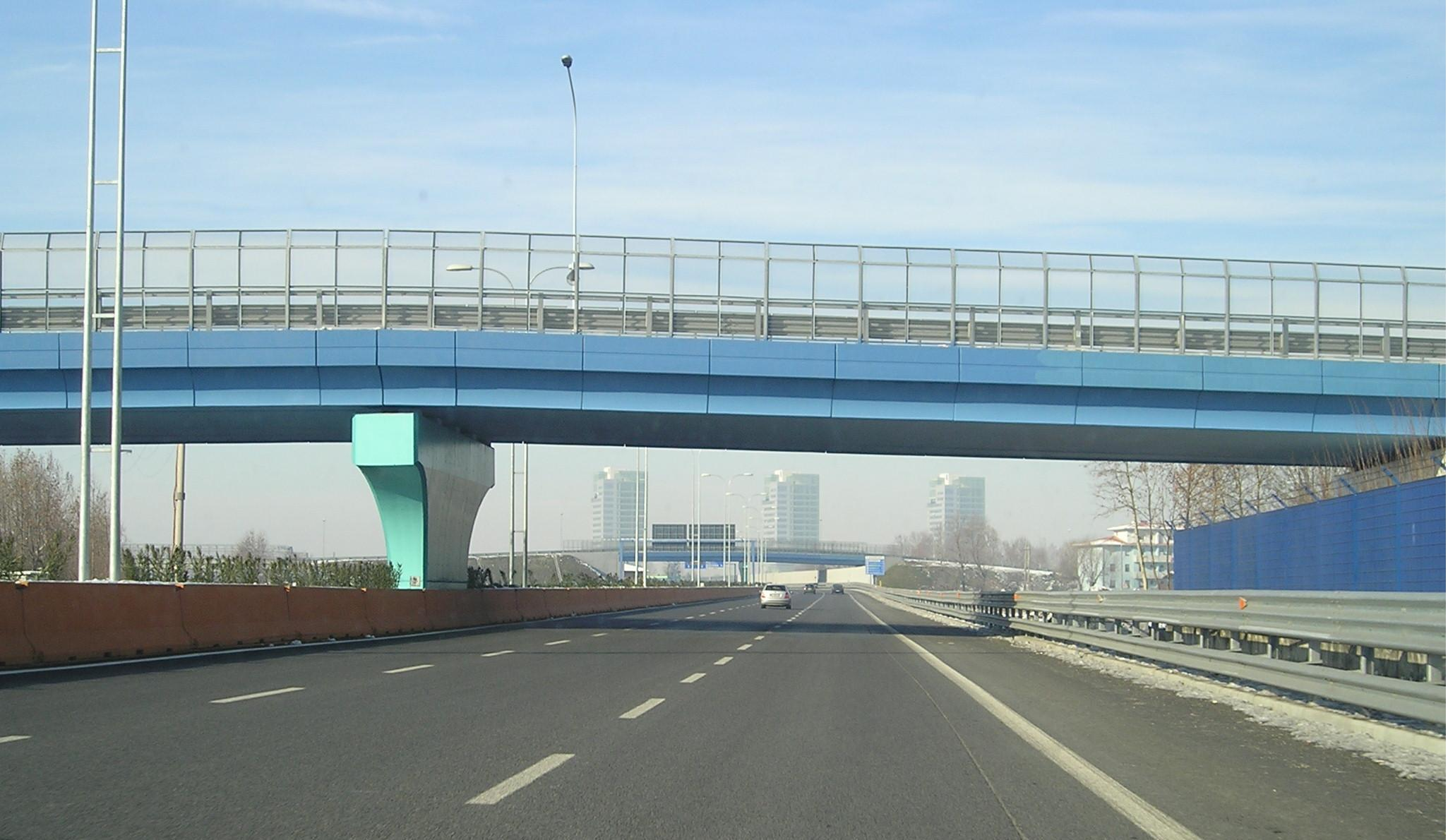
Tangenziale sud di Brescia in direzione Milano nel tratto a tre corsie

Da novembre 2017 si innesta all'estremo ovest della tangenziale (tra le località Mandolossa e Antezzate) un brevissimo raccordo di collegamento con l'autostrada A35 BreBeMi che lì prende avvio (barriera di Castegnato punto di collegamento tra A35 e A4 aperto il 13 novembre 2017).
Tra lo svincolo di Brescia centro e lo svincolo per la SS 45 bis, la tangenziale si presenta a due corsie per senso di marcia, priva di intersezioni a raso e senza corsia d'emergenza; qui il limite è stato fissato a 90 km/h. Invece gli altri tratti della SS 11, la tangenziale tra il svincolo con la ex SS 510 con la SS 45 bis è gestita di Provincia di Brescia.

#### Tabella percorso
|           | SP BS 11 Tangenziale Sud di Brescia | |      |      |           |
| n. Uscita | Tipologia                           | Indicazione | ↓km↓ | ↑km↑ | Provincia |
|           |                                     | Ospitaletto-Castegnato Milano ex Sebina Orientale | 0,0  | 22,0 | BS        |
|           |                                     | Travagliato - Svincolo per BreBeMi (barriera di Castegnato) | 0,7  | 21,3 | BS        |
|           |                                     | Mandolossa Gussago - Mandolossa/Via Milano\|\| | 1,2  | 20,8 | BS        |
| 2         |                                     | Roncadelle ovest Centro commerciale Le Rondinelle | 1,7  | 20,3 | BS        |
| 3         |                                     | Roncadelle est Zona industriale - centro commerciale Elnòs | 2,4  | 19,6 | BS        |
| 4         |                                     | Brescia ovest Milano-Venezia (casello di Brescia Ovest) Brescia - Via Orzinuovi | 3,5  | 18,5 | BS        |
| 5         |                                     | Val Trompia - Fornaci Tangenziale Ovest | 4,2  | 17,8 | BS        |
| 6         |                                     | Quinzano Brescia centro | 5,6  | 16,4 | BS        |
| 7         |                                     | Brescia centro San Zeno Naviglio | 8,0  | 14,0 | BS        |
| 8         |                                     | Cremona - Autostrade Milano - Venezia(casello di Brescia Centro) Torino - Piacenza (casello di Brescia Centro) ex Bagnolo Mella, Manerbio                                                                          | 9,0  | 13,0 | BS        |
| 9         |                                     | Castenedolo (solo uscita) | 11,9 | 10,1 | BS        |
| 10 A      |                                     | Castenedolo - San Polo Sant'Eufemia | 12,6 | 9,4  | BS        |
| 10 B      |                                     | Rezzato | 15,9 | 6,1  | BS        |
| 11        |                                     | Salò Tangenziale Est di Brescia Madonna di Campiglio Milano-Venezia (casello di Brescia Est) Raccordo autostradale Ospitaletto-Montichiari ex Goitese: Montichiari - Mantova termine strada extraurbana principale | 16,6 | 5,4  | BS        |
|           |                                     | Ponte San Marco | 21,5 | 0,5  | BS        |
|           |                                     | Desenzano del Garda - Peschiera del Garda | 22,0 | 0,0  | BS        |

## Gestione

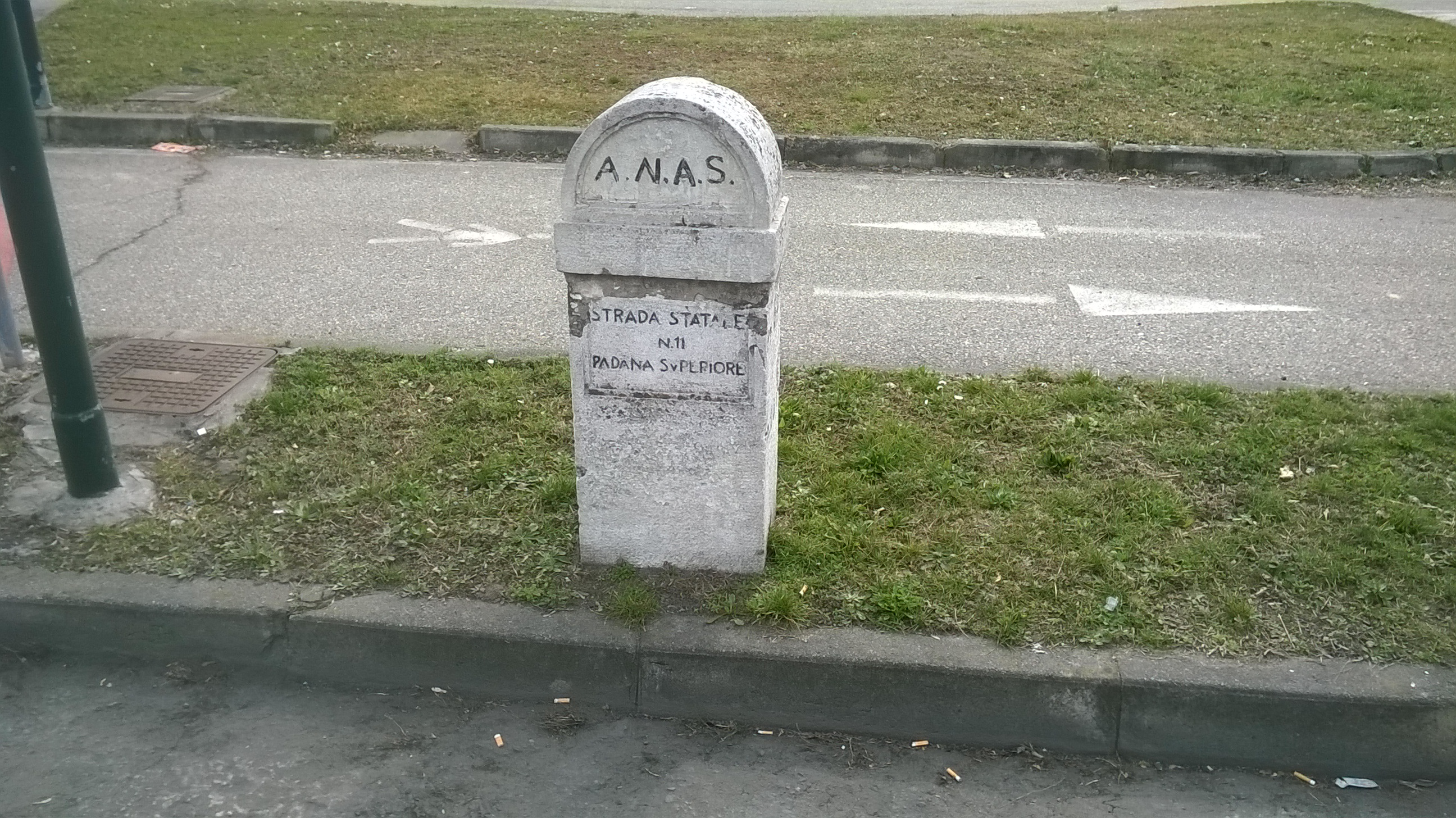
Cippo della statale 11 a Torino (nei pressi di corso Romania), con indicato il vecchio nome e la vecchia gestione ANAS

In seguito al decreto legislativo n. 112 del 1998, dal 2001, la gestione è passata dall'ANAS alla Regione Piemonte, alla Regione Lombardia ed alla Regione Veneto, che hanno ulteriormente devoluto le competenze alle rispettive province. Piemonte e Veneto l'hanno classificata come strada regionale; pertanto nei settori che rientrano nei confini di tali regioni la strada venne denominata SR 11 (anziché SS 11). La Lombardia ha invece classificato la strada come provinciale (SP ex SS 11), e pertanto ogni singola provincia interessata dall'ex SS 11 ha provveduto a cambiarne la classificazione e la numerazione secondo le proprie disposizioni in materia. Per esempio, in Provincia di Brescia la strada venne denominata SP BS 11. In Veneto la gestione venne affidata quindi alla società Veneto Strade S.p.A. Nonostante il declassamento a strada regionale o provinciale, una parte della segnaletica non è ancora stata aggiornata e indica tuttora la vecchia numerazione ANAS, cioè SS 11.
Nel 2008, con la legge regionale Piemonte 6 agosto 2007 n. 19 (BUR 9/8/2007 n. 32) e la conseguente soppressione dell'ARES (Agenzia Regionale Strade) di cui faceva parte il tratto piemontese, venne infine classificata anche in Piemonte (allo stesso modo della Lombardia) come strada provinciale con il nome di strada provinciale 11 Padana Superiore (SP 11 o SP 11 R).
Seguendo i DPCM del 21 novembre 2019, durante l'anno 2021 la gestione dei tratti Piemontesi e Lombardi è tornata ad ANAS che l'ha riclassificata per l'intero percorso da Torino al confine con la Lombardia e il Veneto tra Sirmione e Peschiera del Garda SS 11 Padana superiore ad eccezione dei tratti seguenti:
- nel centro abitato di Torino, Chiari (BS) e Rovato (BS)
- nella Provincia di Vercelli
- nel centro abitato di Treviglio
- nel centro abitato di Caravaggio
- tangenziale Sud di Brescia